# Charles Sawyers
Charles Lazelle Sawyers (Nashville (Tennessee), 26 de janeiro de 1959) é um médico estadunidense. É especialista em oncologia.